# تيبس شرياني
تيبس الشرايين (بالإنجليزية: Arterial stiffness)‏ يحدث نتيجة للهرم وتصلب الشرايين. زيادة تيبس الشرايين ترتبط بزيادة خطر الإصابة بالأمراض القلبية الوعائية مثل انسداد العضلة القلبية والسكتة، وهما من أهم أسباب الوفاة عالميا. في عام 2010، ذكرت منظمة الصحة العالمية أن الأمراض القلبية الوعائية ستكون السبب الأول للوفاة في الدول النامية ويشكل خطرا عالميا رئيسيا.
تحدث العديد من التغيرات التنكسية في جدران الشرايين الرئيسية مع تقدم العمر، هذه التغيرات يعتقد أنها تساهم في زيادة التيبس. ومن أبرز هذه التغيرات:
- تهرأ ميكانيكي في هيكل الإيلاستين الصفاحي داخل جدران الشرايين.
- تغير نوعي البروتين الكولاجيني الشرياني وزيادته.
- تقاطع ألياف الكولاجين المتجاوزرة بسبب ارباط سكري متقدم للناتج النهائي.